# But One Day...
But One Day... è un album di Ute Lemper pubblicato nell'ottobre 2002.

## Tracce
1. I Surrender – 5:13
2. Buenos Aires – 4:31
3. September Song – 5:11
4. Lena – 4:45
5. Ne me quitte pas – 3:52
6. But One Day – 5:57
7. Speak Low – 4:54
8. Living Without You – 3:31
9. Oblivion – 4:26
10. Little Face – 4:01
11. Amsterdam – 3:21
12. Ballad of Marie Sanders – 2:58
13. To Those Born Later I & II (An die Nachgeborenen) – 3:48
14. On Brecht - Epilogue – 1:54